# Liste des unités urbaines du département des Ardennes
La liste des unités urbaines du département des Ardennes est une liste des unités urbaines du département des Ardennes dont la mise à jour est effectuée par l'INSEE lors de la révision du zonage ou du périmètre des unités urbaines en France.
Ces mises à jour ont lieu régulièrement après chaque recensement de population ; la dernière ayant eu lieu en 2020.

## Liste des 16 unités urbaines dans le zonage de 2020
Ce tableau comprend les 16 unités urbaines du département des Ardennes dans leurs nouvelles délimitations définies par l'INSEE en 2020.
| Rang | Code Insee | Unité urbaine        | Nbre de communes | Aire d'attraction    | Superficie (km²) | Population (2019) | Densité (hab/km²) |
| ---- | ---------- | -------------------- | ---------------- | -------------------- | ---------------- | ----------------- | ----------------- |
| 1    | 08501      | Charleville-Mézières | 8                | Charleville-Mézières | 75,4             | 57 757            | 766               |
| 2    | 08401      | Sedan                | 7                | Sedan                | 87.4             | 24 701            | 283               |
| 3    | 08208      | Rethel               | 3                | Reims                | 36,2             | 9 850             | 272               |
| 4    | 08207      | Givet                | 3                | Givet                | 32,1             | 8 242             | 257               |
| 5    | 08206      | Nouzonville          | 2                | Charleville-Mézières | 21,0             | 6 695             | 319               |
| 6    | 08205      | Vrigne aux Bois      | 2                | Charleville-Mézières | 31,9             | 6 490             | 203               |
| 7    | 08204      | Revin                | 1                | Revin                | 38.4             | 5 836             | 152               |
| 8    | 08203      | Bogny-sur-Meuse      | 2                | Charleville-Mézières | 27,0             | 5 673             | 210               |
| 9    | 08202      | Fumay                | 2                | Fumay                | 65,6             | 5 127             | 78                |
| 10   | 08201      | Nouvion-sur-Meuse    | 3                | Charleville-Mézières | 43,0             | 5 046             | 117               |
| 11   | 08106      | Vouziers             | 1                | Vouziers             | 42,5             | 4 320             | 102               |
| 12   | 08105      | Carignan             | 3                | Carignan             | 27,3             | 4 230             | 155               |
| 13   | 08104      | Vireux-Wallerand     | 2                | Givet                | 29,4             | 3 421             | 116               |
| 14   | 08103      | Rocroi               | 2                | -                    | 55,6             | 2 800             | 50                |
| 15   | 08102      | Monthermé            | 1                | Charleville-Mézières | 32,3             | 2 237             | 69                |
| 16   | 08101      | Donchery             | 1                | Charleville-Mézières | 27,4             | 2 018             | 74                |